# Música de Star Wars

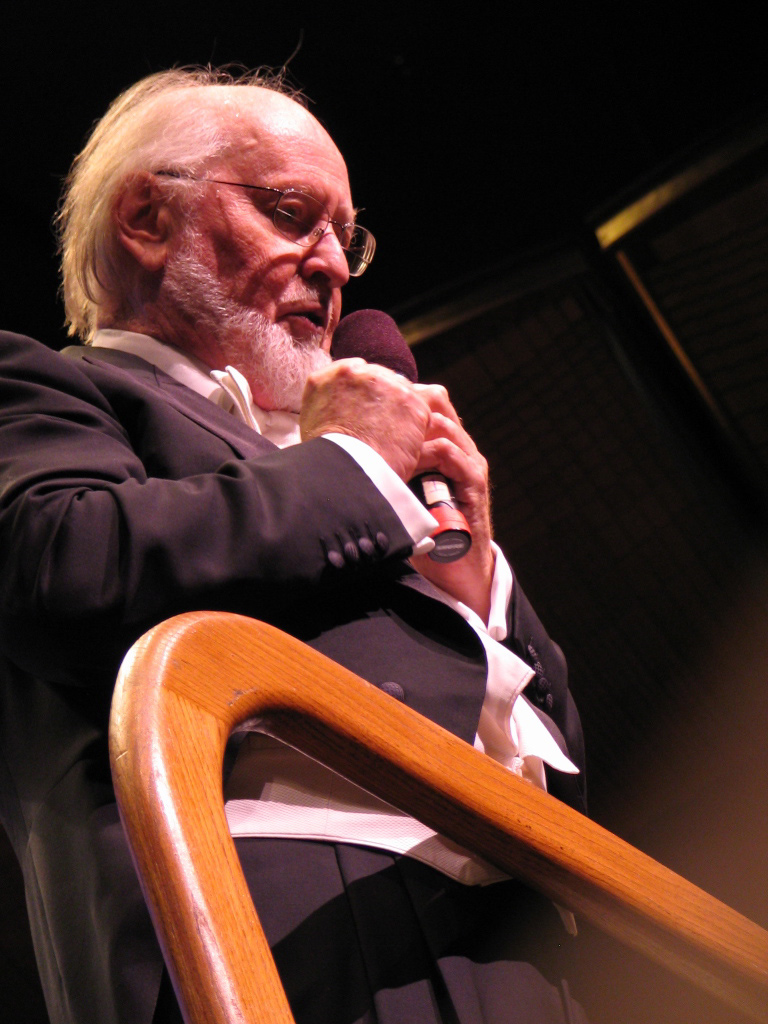
Fotografia de John Williams.

La música de la franquícia Star Wars està composta i produïda juntament amb el desenvolupament dels llargmetratges, sèries de televisió i altres productes de l'èpica franquícia multimèdia d'òpera espacial creada per George Lucas. La música dels llargmetratges principals (que serveix de base per a la resta de mitjans relacionats) va ser escrita per John Williams. El treball de Williams a la sèrie incloïa la música de nou llargmetratges, una suite i diverses pistes de material temàtic per a Solo i el tema musical per al Galaxy's Edge Theme Park. Aquests compten entre les contribucions més conegudes i populars a la música de cinema moderna i utilitzen una orquestra simfònica i inclouen un assortiment d'una cinquantena de temes musicals recurrents per representar personatges i altres elements argumentals: un dels repertoris de temes més grans de la història del cinema.

## Estrena
Estrenada entre el 1977 i el 2019, la música dels llargmetratges primaris va ser, en el cas de les dues primeres trilogies, interpretada per la London Symphony Orchestra i, en passatges selectes, pel cor de London Voices . La seqüela de la trilogia va ser dirigida en gran part per Williams i William Ross, i interpretada per la Hollywood Freelance Studio Symphony i (en alguns passatges) per la Los Angeles Master Chorale.

## Repercussió
Des de llavors, altres compositors han contribuït amb música a altres pel·lícules i mitjans de comunicació dins de l'univers de Star Wars . La música de diverses sèries de televisió d'animació i d'acció en directe ha estat escrita per Kevin Kiner, Ludwig Göransson, Natalie Holt, Nicholas Britell i Ryan Shore. La música per a les pel·lícules derivades, altres programes de televisió i videojocs, així com els tràilers de les diferents entregues, van ser creades per diversos altres compositors, amb aquest material que de tant en tant revisitava alguns dels temes principals de Williams.
Les partitures són interpretades principalment per una orquestra simfònica de diferents dimensions unida, en diverses seccions, per un cor de diferents dimensions.  Cadascun d'ells fa un ús extensiu del leitmotiv, o d'una sèrie de temes musicals que representen els diferents personatges, objectes i esdeveniments de les pel·lícules. Al llarg de tota la franquícia, que consta d'un total de més de 18 hores de música,  Williams ha escrit aproximadament seixanta o setanta temes, en una de les col·leccions de temes més grans i riques de la història de la música de cinema.

## Visió general

### Pel·lícules
| Curs                    | Títol                                  | Compositor                                                    | Conductor                                  | Orquestrador/Arranjador                                                          | Orquestra                                                                           | Cor                                              |
| Pel·lícules de saga     | Pel·lícules de saga                    | Pel·lícules de saga                                           | Pel·lícules de saga                        | Pel·lícules de saga                                                              | Pel·lícules de saga                                                                 | Pel·lícules de saga                              |
| ----------------------- | -------------------------------------- | ------------------------------------------------------------- | ------------------------------------------ | -------------------------------------------------------------------------------- | ----------------------------------------------------------------------------------- | ------------------------------------------------ |
| 1977                    | Guerra de les galàxies                 | John Williams                                                 | John Williams                              | Herbert W. Spencer                                                               | Orquestra Simfònica de Londres                                                      |                                                  |
| 1980                    | L'Imperi Contraataca                   | John Williams                                                 | John Williams                              | Herbert W. Spencer                                                               | Orquestra Simfònica de Londres                                                      | London Voices (dones)                            |
| 1983                    | El retorn del Jedi                     | John Williams                                                 | John Williams                              | Herbert W. Spencer                                                               | Orquestra Simfònica de Londres                                                      | London Voices (homes )                           |
| 1999                    | L'amenaça fantasma                     | John Williams                                                 | John Williams                              | Conrad Pope Joan Neufeld                                                         | Orquestra Simfònica de Londres                                                      | London Voices (SATB) New London Children's Choir |
| 2002                    | L'atac dels clons                      | John Williams                                                 | John Williams                              | Conrad Pope Eddie Karam                                                          | Orquestra Simfònica de Londres                                                      | London Voices (SATB) Cor de nois (sintetitzador) |
| 2005                    | La venjança dels Sith                  | John Williams                                                 | John Williams                              | Conrad Pope Eddie Karam                                                          | Orquestra Simfònica de Londres                                                      | London Voices (SATB) Cor de nois (sintetitzador) |
| 2015                    | La Força Desperta                      | John Williams                                                 | John Williams Guillem Ross Gustavo Dudamel | John Williams </br> Guillem Ross                                                 | Hollywood Freelance Studio Symphony                                                 | Hollywood Film Chorale (baix)                    |
| 2017                    | L'últim Jedi                           | John Williams                                                 | John Williams </br> Guillem Ross           | John Williams </br> Guillem Ross                                                 | Hollywood Freelance Studio Symphony                                                 | Los Angeles Master Chorale (SATB, baix)          |
| 2019                    | L'ascens de Skywalker                  | John Williams                                                 | John Williams                              | John Williams </br> Guillem Ross                                                 | Hollywood Freelance Studio Symphony                                                 | Los Angeles Master Chorale (SATB, baix)          |
| Pel·lícules d'antologia |                                        |                                                               |                                            |                                                                                  |                                                                                     |                                                  |
| 1978                    | L'especial de vacances de Star Wars    | Ian Fraser John Williams (temes originals)                    | Ian Fraser                                 |                                                                                  |                                                                                     |                                                  |
| 1984                    | Caravana de coratge: una aventura ewok | Pere Bernstein John Williams (temes originals)                | Pere Bernstein                             |                                                                                  |                                                                                     |                                                  |
| 1985                    | Ewoks: La batalla per Endor            | Pere Bernstein John Williams (temes originals)                | Pere Bernstein                             |                                                                                  |                                                                                     |                                                  |
| 2016                    | Rogue One                              | Miquel Giacchino John Williams (temes originals)              | Tim Simonec                                | Guillem Ross Tim Simonec Brad Dechter Jeff Kryka Chris Tilton Herbert W. Spencer | Hollywood Freelance Studio Symphony                                                 | Los Angeles Master Chorale                       |
| 2018                    | en solitari                            | John Powell John Williams (tema de Han Solo, temes originals) | Gavin Greenaway                            | (música i arranjaments addicionals) Batu SenerAnthony WillisPaul Mounsey         | London Session Orchestra Recording Arts Orchestra of Los Angeles (Tema de Han Solo) |                                                  |
| Pel·lícules d'animació  |                                        |                                                               |                                            |                                                                                  |                                                                                     |                                                  |
| 2008                    | Les guerres dels clons                 | Kevin Kiner John Williams (temes originals)                   | Kevin Kiner Nic Raine                      | Kevin Kiner Nic Raine Takeshi Furukawa                                           | Orquestra Filharmònica de la Ciutat de Praga                                        |                                                  |

### Televisió

#### Sèrie d'animació
Kevin Kiner va compondre la música de la pel·lícula Star Wars: The Clone Wars (2008), la predecessora de la sèrie de televisió animada del mateix nom. Ambdues propietats utilitzen lliurement alguns dels temes originals i la música de John Williams. El propi material de Kiner per a la pel·lícula inclou un tema per a l'aprenent de Padawan d'Anakin Skywalker, Ahsoka Tano, així com un tema per a l'oncle de Jabba the Hutt, Ziro. Kiner va passar a marcar les set temporades de la sèrie de televisió, que van concloure el 2020. Walt Disney Records va publicar un àlbum de bandes sonores per a les sis primeres temporades el 2014 i el 2020 es van publicar tres àlbums de bandes sonores per a la darrera temporada
Kiner va continuar el seu treball amb la franquícia per a la sèrie d'animació Star Wars Rebels (2014–2018), que també incorpora els temes de Williams. Més tard havia fet la música de Star Wars: The Bad Batch (2021–) i Tales of the Jedi (2022–), spin-off de The Clone Wars .
James L. Venable i Paul Dinletir van compondre la música de la sèrie d'animació en 2D de Star Wars: Clone Wars (2003–2005), Ryan Shore és el compositor de Star Wars: Forces of Destiny (2017–2018) i Star Wars Galaxy of Adventures (2018–2020), i Michael Tavera compon la partitura de Star Wars Resistance (2018–2020).
Matthew Margeson va produir la banda sonora de Star Wars: Young Jedi Adventures el 2023.

## Estil

### Inspiració
Les composicions utilitzen una varietat eclèctica d'estils musicals, molts extrets de l'idioma romàntic tardà de Richard Strauss i els seus contemporanis, que es va incorporar a les partitures de Hollywood de l'Edat d'Or d'Erich Korngold i Max Steiner. Se sap que les raons d'això impliquen el desig de George Lucas d'al·ludir a l'element de fantasia subjacent de la narració en lloc de l'escenari de ciència-ficció, així com de fonamentar l'entorn estrany i fantàstic en una música reconeixible i accessible per al públic. De fet, Lucas sosté que gran part de l'èxit de les pel·lícules no es basa en efectes visuals avançats, sinó en l'atractiu emocional senzill i directe de la seva trama, els personatges i, sobretot, la música.
Lucas originalment volia fer servir música orquestral i cinematogràfica de manera similar a 2001: A Space Odyssey, en si mateix una gran inspiració per Star Wars . A Williams, que va ser contractat per consultar i possiblement treballar en la música d'origen, se li va aconsellar que formés una banda sonora amb temes musicals recurrents per augmentar la història, mentre que l'elecció de la música de Lucas es podria utilitzar com a pista temporal perquè Williams basés les seves eleccions musicals. Això va donar lloc a diversos asentiments o homenatges a la música de Gustav Holst, William Walton, Sergei Prokofiev i Igor Stravinsky a la música de Star Wars.  La música de La venjança dels Sith té clares semblances amb les partitures d'èxit d'altres compositors contemporanis de l'època, és a dir, El Senyor dels Anells de Howard Shore, Gladiator de Hans Zimmer i Tigre ajupit, drac amagat de Tan Dun.  No obstant això, les seves composicions posteriors es van seguir en la seva majoria amb música de la seva pròpia composició, principalment de pel·lícules anteriors de Star Wars. Williams també va començar a desenvolupar el seu estil al llarg de les pel·lícules, incorporant altres instruments, muntatges orquestrals no convencionals (així com diversos conjunts corals) i fins i tot música electrònica o electrònicament atenuada a mesura que avançaven les pel·lícules. Williams sovint va compondre la música amb un estil heroic però irònic, i ha descrit la pel·lícula com a "musical".

## Narrativa i música

### Relació música/trama
La música no posseeix significat per si mateixa en tant que no pot crear un mon concret així com fan les paraules i les imatges. En canvi, quan forma part d'una obra on intervenen altres disciplines com cinema o teatre, és capaç d'associar-se i fer referència a elements narratius adquirint un significat. Un exemple d'això són els Leit-Motiv, melodies associades a personatges o idees concretes que formen part d'una trama.
Dins l'univers de Star Wars podem trobar situacions similars, on la música aporta informació a la trama, més enllà de relacionar-se amb un personatge. D'aquesta manera la música acompanya i anticipa esdeveniments de la pel·lícula.
Un exemple molt clar el podem veure en el tema d'Anakin Skywalker, on a la cadència final insisteix en dues triades menors a distància d'una tercera major, moviment que trobem posteriorment a la “Marcha Imperial”. D'aquesta manera la música ens està anticipant com Anakin es convertirà en Darth Vader.